# Balogh Ödön
Balogh Ödön (Szászrégen, 1895. június 5. – Marosvásárhely, 1972. december 31.) magyar nyelvész és néprajzkutató.

## Életútja
Marosvásárhelyen szakiskolát végzett, Kolozsvárt az egyetem bölcsészeti karán szerzett diplomát. 1920-tól Marosvásárhelyen, 1923-tól Szászrégenben, 1929-től Szamosújváron középiskolákban tanított, 1944-ben doktorátust szerzett a gyimesi csángó nyelvjárás igetöveiről írt munkájával.
1951-től főkönyvtáros és német lektor a marosvásárhelyi OGYI-ban, 1962-ben nyugalomba vonult, egy ideig a marosvásárhelyi Pedagógiai Főiskola lektora. A Magyar Nyelvtudományi Társaság (Budapest) rendes tagja, a Goethe-Institut (München) levelező tagja, részt vett a Kemény Zsigmond Társaság munkájában.
A német nyelvoktatás, a gyimesi csángó folklór s a marosvásárhelyi fazekas szókincs tárgyköréből tanulmányai jelentek meg a budapesti Magyar Nyelv, az Erdélyi Múzeum és a kolozsvári NyIrK évfolyamaiban. Kötete: Néprajzi jegyzetek a csügési magyarokról (ETF 136. Kolozsvár, 1942).